# Никасий из Вексена
Никасий (лат. Nicasius; III век) — апостол Вексена, мученик. День памяти — 11 октября.
Святой Никасий, апостол Вексена, жил в III веке. Он со товарищи, свв. Квирином и Скувикулом (Scuviculus), был умучен на берегах Эпта по пути в Руан. Св.Никасий похоронен в Гани (Gasny). Святой Меллон, первый епископ Руана, был одним из его учеников.